# Hornepayne Municipal Airport
Hornepayne Municipal Airport är en flygplats i Kanada.   Den ligger i distriktet Algoma och provinsen Ontario, i den sydöstra delen av landet, 800 km nordväst om huvudstaden Ottawa. Hornepayne Municipal Airport ligger 332 meter över havet. Den ligger vid sjöarna  Moonlight Lake och Spurline Lake.
Terrängen runt Hornepayne Municipal Airport är platt. Trakten runt Hornepayne Municipal Airport är nära nog obefolkad, med mindre än två invånare per kvadratkilometer.. Närmaste större samhälle är Hornepayne, 2,7 km nordväst om Hornepayne Municipal Airport. 
I omgivningarna runt Hornepayne Municipal Airport växer i huvudsak blandskog.